# Romina Russell
Romina Russell (Buenos Aires) el seudónimo de Romina Garber, una escritora argentina con ciudadanía estadounidense. Es una escritora de éxitos de ventas del New York Times y internacionales.

## Biografía
Romina Russell nació en Buenos Aires, Argentina, y está radicada en Los Ángeles, Estados Unidos. Siendo adolescente, obtuvo su primer trabajo como escritora en una columna dominical para el Miami Herald, que luego tuvo distribución nacional; desde entonces no ha dejado de escribir. Ella es graduada de Harvard.

## Publicaciones

### TetralogíaZodiac
- Zodiac (2014) Zodiaco (2015)
- Wandering Star (2015) Estrella Errante (2016)
- Black Moon (2016) Luna Negra (2017)
- Thirteen Rising (2017) Ofiucus Asciende (2018)

### SerieWolves of No World
- Lobizona (2020)
- Cazadora (2021)